# Scarlino
Scarlino é uma comuna italiana da região da Toscana, província de Grosseto, com cerca de 3.086 (Cens. 2001) habitantes. Estende-se por uma área de 88,38 km², tendo uma densidade populacional de 35 hab/km². Faz fronteira com Castiglione della Pescaia, Follonica, Gavorrano, Massa Marittima.

## Demografia
| Variação demográfica do município entre 1861 e 2011                               |
|                                                                                   |
| Fonte: Istituto Nazionale di Statistica (ISTAT) - Elaboração gráfica da Wikipedia |